# راکووکا
راکووکا (به چکی: Rakůvka) یک منطقهٔ مسکونی در جمهوری چک است که در ناحیه پروستییوو واقع شده‌است. راکووکا ۲٫۸۸ کیلومتر مربع مساحت و ۱۱۰ نفر جمعیت دارد و ۴۳۴ متر بالاتر از سطح دریا واقع شده‌است.